# TýTý 1998
Dne 6. února 1999 se konalo slavnostní vyhlášení VIII. ročníku prestižní ankety TýTý 1998.
Vítězové cen TýTý, ankety čtenářů Týdeníku Televize o nejoblíbenější tváře obrazovky. Jejich jména v sobotu zazněla v Hudebním divadle v Karlíně a za mikrofonem stál opět Marek Eben.

## Výsledky
| Kategorie                        | Vítěz                | Televize       |
| -------------------------------- | -------------------- | -------------- |
| Moderátor zpravodajských pořadů  | Jolana Voldánová     | Česká televize |
| Moderátor publicistických pořadů | Radek John           | TV Nova        |
| Bavič                            | Petr Novotný         | TV Nova        |
| Sportovní komentátor             | Pavel Poulíček       | TV Nova        |
| Zpěvák                           | Karel Gott           |                |
| Zpěvačka                         | Lucie Bílá           |                |
| Herec                            | Viktor Preiss        | Česká televize |
| Herečka                          | Jiřina Bohdalová     | Česká televize |
| Dabér                            | Miroslav Moravec     |                |
| Dabérka                          | Valérie Zawadská     |                |
| Hlasatel/ka                      | Marie Retková        | Česká televize |
| Pořad podle diváků               | Novoty               | TV Nova        |
| Pořad podle kritiky              | Bigbít               | Česká televize |
| Absolutní vítěz                  | Lucie Bílá           |                |
| Dvorana slávy                    | Štěpánka Haničincová | Česká televize |